# Campanula pollinensis
Campanula pollinensis är en klockväxtart som beskrevs av Dieter Podlech. Campanula pollinensis ingår i släktet blåklockor, och familjen klockväxter. Inga underarter finns listade i Catalogue of Life.